# Neunkirch
Neunkirch – miasto i gmina w północnej Szwajcarii, w kantonie Szafuza.  

## Demografia
W Neunkirch mieszka 2 436 osób. W 2021 roku 18,7% populacji gminy stanowiły osoby urodzone poza Szwajcarią. 

## Transport
Przez teren gminy przebiega droga główna nr 13. Jest tutaj stacja kolejowa Neunkirch.
Na terenie miasta leży większa część lotniska Szafuza, pozostała w gminie Löhningen.